# New York Giants 2019
La stagione 2019 dei New York Giants è stata la 95ª della franchigia nella National Football League e la seconda e ultima con Pat Shurmur come capo-allenatore che fu la licenziato dopo l'ultima partita della stagione regolare. La squadra non riuscì a migliorare di 5–11 del 2018, scendendo a 4-12 e al terzo posto nella NFC East. Per la prima volta dal 1995, la squadra non ebbe nessun giocatore convocato per il Pro Bowl.
Prima dell'inizio della stagione vi furono cambiamenti di rilievo nel roster, con la stella Odell Beckham e il veterano Olivier Vernon che furono scambiati con i Cleveland Browns mentre la safety Pro Bowler Landon Collins lasciò i Giants come free agent per firmare con i Washington Redskins. Il wide receiver Golden Tate fu il più grande nome in arrivo, firmato come free agent dai Detroit Lions.
Dopo avere perso le prime due gare della stagione regolare, i Giants operarono un cambiamento nella posizione di quarterback, con il veterano Eli Manning che fu messo in panchina in favore del rookie scelto nel primo giro Daniel Jones. Dopo avere vinto le prime due gare con Jones dietro il centro, i Giants ebbero una lunga striscia perdente, venendo eliminati dalla corsa ai playoff per il terzo anno consecutivo. Con Jones infortunato, Manning ritornò a partire come titolare nelle settimane 14 e 15, portando la squadra alla vittoria nella seconda che interruppe la striscia negativa, nell'ultima gara da partente in carriera. A fine anno infatti Manning annunciò il ritiro.

## Scelte nel Draft 2019
| Scelte dei Giants nel Draft 2019 |        |                    |       |              |
| Giro                             | Scelta | Giocatore          | Ruolo | College      |
| 1                                | 6      | Daniel Jones       | QB    | Duke         |
| 1                                | 17     | Dexter Lawrence    | DT    | Clemson      |
| 1                                | 30     | Deandre Baker      | CB    | Georgia      |
| 3                                | 95     | Oshane Ximines     | LB    | Old Dominion |
| 4                                | 108    | Julian Love        | CB    | Notre Dame   |
| 5                                | 143    | Ryan Connelly      | LB    | Wisconsin    |
| 5                                | 171    | Darius Slayton     | WR    | Auburn       |
| 6                                | 180    | Corey Ballentine   | CB    | Washburn     |
| 7                                | 232    | George Asafo-Adjei | OT    | Kentucky     |
| 7                                | 245    | Chris Slayton      | DT    | Syracuse     |

## Staff
| Staff dei New York Giants nel 2019 |
| --- |
| Organi dirigenziali - Presidente/CEO – John Mara - Chairman/Vicepresidente Esecutivo – Steve Tisch - General manager – Dave Gettleman - Vicepresidente dell'attività sportiva – Kevin Abrams - Vicepresidente senior del personale sportivo – Chris Mara - Direttore del personale sportivo – Mark Koncz - Direttore del personale professionistico – Ken Sternfeld - Assistente del direttore del personale professionistico – Matt Shauger - Direttore degli osservatori del college – Chris Pettit - Direttore dello sviluppo dei giocatori – David Tyree Capo allenatore - Pat Shurmur Altri allenatori - Preparatore atletico – Aaron Wellman - Assistente p.a. – Thomas Stallworth - Direttore della nutrizione sportiva – Pratik Patel - Performance manager – Joe Danos Allenatori dell'attacco - Coordinatore offensivo/Quarterback – Mike Shula - Running back – Craig Johnson - Wide receiver – Tyke Tolbert - Tight end – Lunda Wells - Offensive line – Hal Hunter - Assistente offensive line – Ben Wilkerson - Assistente offensivo – Ryan Roeder Allenatori della difesa - Coordinatore difensivo – James Bettcher - Defensive line – Gary Emanuel - Linebacker – Bill McGovern - Assistente linebacker – Rob Leonard - Defensive back – Lou Anarumo - Assistente defensive back – Deshea Townsend - Assistente difensivo – Bobby Blick Allenatori dello special team - Coordinatore dello special team – Thomas McGaughey - Assistente special team – Anthony Blevins - Assistente special team – Tom Quinn |

## Roster
| Roster dei New York Giants nel 2019 |
| --- |
| Quarterback - 8 Daniel Jones - 10 Eli Manning - 3 Alex Tanney Running Back - 26 Saquon Barkley - 22 Wayne Gallman - 39 Elijhaa Penny FB - 28 Paul Perkins Wide Receiver - 17 Cody Core - 18 Bennie Fowler III - 12 Cody Latimer - 81 Russell Shepard - 87 Sterling Shepard - 86 Darius Slayton Tight End - 89 Garrett Dickerson - 85 Rhett Ellison - 88 Evan Engram - 83 Eric Tomlinson Offensive Linemen - 65 Nick Gates G - 75 Jon Halapio C - 71 Will Hernandez G - 77 Spencer Pulley C - 74 Mike Remmers T - 62 Chad Slade G - 79 Eric Smith T - 76 Nate Solder T - 70 Kevin Zeitler G Defensive Linemen - 95 B.J. Hill DE - 97 Dexter Lawrence NT - 90 RJ McIntosh DE - 72 Olsen Pierre DE - 94 Dalvin Tomlinson NT Linebacker - 59 Lorenzo Carter OLB - 57 Ryan Connelly ILB - 58 Tae Davis ILB - 44 Markus Golden OLB - 55 David Mayo ILB - 96 Kareem Martin OLB - 47 Alec Ogletree ILB - 54 Nate Stupar ILB - 53 Oshane Ximines OLB Defensive Back - 27 Deandre Baker CB - 25 Corey Ballentine CB - 41 Antoine Bethea FS - 36 Sean Chandler SS - 34 Grant Haley CB - 30 Antonio Hamilton CB - 20 Janoris Jenkins CB - 24 Julian Love CB - 21 Jabrill Peppers SS - 31 Michael Thomas SS Special Team - 51 Zak DeOssie LS - 9 Riley Dixon P - 2 Aldrick Rosas K Lista delle riserve - 45 Keion Adams OLB (IR) - 55 Jonathan Anderson ILB (IR) - 78 George Asafo-Adjei T (IR) - 23 Sam Beal CB (IR) - 19 Corey Coleman WR (IR) - 6 Amba Etta-Tawo WR (IR) - 83 Brittan Golden WR (IR) - 49 Nate Harvey OLB (IR) - 33 Kenny Ladler FS (IR) - 46 Mark McLaurin ILB (IR) - 49 Isaiah Searight TE (IR) - 64 Victor Salako G (IR) - 82 Scott Simonson TE (IR) - 45 Rod Smith RB (IR) - 15 Golden Tate WR (Sospeso) - 38 Henre' Toliver CB (IR) - 80 Alex Wesley WR (IR) - 63 Chad Wheeler OT (IR) - 43 Ronald Zamort CB (IR) Squadra di allenamento - 73 Freedom Akinmoladun DE - 67 Evan Brown C - 52 Jake Carlock DB - 47 C.J. Conrad TE - 35 Corn Elder CB - 23 Jon Hilliman RB - 84 David Sills WR - 99 Chris Slayton DE - 48 Josiah Tauaefa LB - 13 Reggie White Jr. WR 53 attivi, 19 inattivi, 10 nella squadra di allenamento |
| Legenda - I rookie sono in corsivo. - Il primo ruolo è il principale mentre gli eventuali successivi indicano i ruoli secondari. - (IR) sta per Injured Reserve ed indica la lista ristretta per un solo giocatore infortunato che può tornare ad allenarsi dopo la settimana 6 e a rientrare in prima squadra dopo che questa ha giocato 8 partite. - (NF-Inj.) / (NF-Ill.) stanno rispettivamente per Non-Football Injured e Non-Football Illness ed indicano le liste dove viene inserito un giocatore che ha un infortunio o una malattia non dipendente dal football americano. - (PUP) sta per Physically Unable to Perform ed indica la lista dove viene inserito un giocatore mentre è in attesa di recuperare la condizione fisica. Nella stagione regolare dopo la sesta partita giocata dalla propria squadra, il giocatore ha tempo tre settimane per riprendere ad allenarsi, più tre settimane aggiuntive dal suo rientro agli allenamenti per rientrare in prima squadra. |

## Calendario
| Stagione regolare |                    |                         |                    |                    |                         |                    |
| Turno             | Data               | Avversario              | Risultato          | Record             | Stadio                  | Sintesi            |
| 1                 | 8 settembre        | at Dallas Cowboys       | S 17–35            | 0–1                | AT&T Stadium            | Recap              |
| 2                 | 15 settembre       | Buffalo Bills           | S 14–28            | 0–2                | MetLife Stadium         | Recap              |
| 3                 | 22 settembre       | at Tampa Bay Buccaneers | V 32–31            | 1–2                | Raymond James Stadium   | Recap              |
| 4                 | 29 settembre       | Washington Redskins     | V 24–3             | 2–2                | MetLife Stadium         | Recap              |
| 5                 | 6 ottobre          | Minnesota Vikings       | S 10–28            | 2–3                | MetLife Stadium         | Recap              |
| 6                 | 10 ottobre         | at New England Patriots | S 14–35            | 2–4                | Gillette Stadium        | Recap              |
| 7                 | 20 ottobre         | Arizona Cardinals       | S 21–27            | 2–5                | MetLife Stadium         | Recap              |
| 8                 | 27 ottobre         | at Detroit Lions        | S 26–31            | 2–6                | Ford Field              | Recap              |
| 9                 | 4 novembre         | Dallas Cowboys          | S 18–37            | 2–7                | MetLife Stadium         | Recap              |
| 10                | 10 novembre        | at New York Jets        | S 27–34            | 2–8                | MetLife Stadium         | Recap              |
| 11                | Settimana di pausa | Settimana di pausa      | Settimana di pausa | Settimana di pausa | Settimana di pausa      | Settimana di pausa |
| 12                | 24 novembre        | at Chicago Bears        | S 14–19            | 2–9                | Soldier Field           | Recap              |
| 13                | 1º dicembre        | Green Bay Packers       | S 13–31            | 2–10               | MetLife Stadium         | Recap              |
| 14                | 9 dicembre         | at Philadelphia Eagles  | S 17–23 (dts)      | 2–11               | Lincoln Financial Field | Recap              |
| 15                | 15 dicembre        | Miami Dolphins          | V 36–20            | 3–11               | MetLife Stadium         | Recap              |
| 16                | 22 dicembre        | at Washington Redskins  | V 41–35 (dts)      | 4–11               | FedEx Field             | Recap              |
| 17                | 29 dicembre        | Philadelphia Eagles     | S 17–34            | 4–12               | MetLife Stadium         | Recap              |

Nota: gli avversari della propria division sono in grassetto.

## Classifiche

### Division
| NFC East            | NFC East | NFC East | NFC East | NFC East | NFC East | NFC East | NFC East | NFC East |
| vedi • disc. • mod. | V        | S        | P        | PCT      | DIV      | CONF     | PF       | PS       |
| ------------------- | -------- | -------- | -------- | -------- | -------- | -------- | -------- | -------- |
| Philadelphia Eagles | 8        | 8        | 0        | .500     | 5-1      | 7-5      | 434      | 321      |
| Dallas Cowboys      | 9        | 7        | 0        | .563     | 5-1      | 7-5      | 385      | 354      |
| New York Giants     | 4        | 12       | 0        | .250     | 2-4      | 3-9      | 341      | 451      |
| Washington Redskins | 3        | 13       | 0        | .188     | 0-6      | 2-10     | 266      | 435      |
|                     |          |          |          |          |          |          |          |          |
|                     |          |          |          |          |          |          |          |          |

### Conference
| National Football Conference           | National Football Conference | National Football Conference | National Football Conference | National Football Conference | National Football Conference | National Football Conference | National Football Conference | National Football Conference | National Football Conference | National Football Conference |
| Pos.                                   | Squadra                      | Division                     | V                            | S                            | P                            | PCT                          | DIV                          | CONF                         | SOS                          | SOV                          |
| Capolista di Division                  | Capolista di Division        | Capolista di Division        | Capolista di Division        | Capolista di Division        | Capolista di Division        | Capolista di Division        | Capolista di Division        | Capolista di Division        | Capolista di Division        | Capolista di Division        |
| -------------------------------------- | ---------------------------- | ---------------------------- | ---------------------------- | ---------------------------- | ---------------------------- | ---------------------------- | ---------------------------- | ---------------------------- | ---------------------------- | ---------------------------- |
| 1                                      | San Francisco 49ers          | West                         | 8                            | 0                            | 0                            | 1.000                        | 2-0                          | 5-0                          | .341                         | .341                         |
| 2                                      | New Orleans Saints           | South                        | 7                            | 1                            | 0                            | .875                         | 1-0                          | 5-1                          | .522                         | .508                         |
| 3                                      | Green Bay Packers            | North                        | 7                            | 2                            | 0                            | .778                         | 3-0                          | 4-1                          | .513                         | .517                         |
| 4                                      | Dallas Cowboys               | East                         | 5                            | 3                            | 0                            | .625                         | 4-0                          | 4-2                          | .377                         | .250                         |
| Wild Card                              |                              |                              |                              |                              |                              |                              |                              |                              |                              |                              |
| 5                                      | Minnesota Vikings            | West                         | 7                            | 2                            | 0                            | .778                         | 2-0                          | 4-1                          | .418                         | .307                         |
| 6                                      | Seattle Seahawks             | North                        | 6                            | 3                            | 0                            | .667                         | 1-2                          | 5-2                          | .422                         | .324                         |
| In corsa per i play-off                |                              |                              |                              |                              |                              |                              |                              |                              |                              |                              |
| 7                                      | Los Angeles Rams             | West                         | 5                            | 3                            | 0                            | .625                         | 0-2                          | 3-3                          | .492                         | .375                         |
| 8                                      | Carolina Panthers            | South                        | 5                            | 3                            | 0                            | .625                         | 1-1                          | 2-3                          | .507                         | .443                         |
| 9                                      | Philadelphia Eagles          | East                         | 5                            | 4                            | 0                            | .556                         | 1-1                          | 3-4                          | .447                         | .429                         |
| 10                                     | Detroit Lions                | North                        | 3                            | 4                            | 1                            | .438                         | 0-2                          | 2-2-1                        | .528                         | .407                         |
| 11                                     | Arizona Cardinals            | West                         | 3                            | 5                            | 1                            | .389                         | 0-2                          | 2-4-1                        | .534                         | .120                         |
| 12                                     | Chicago Bears                | North                        | 3                            | 5                            | 0                            | .375                         | 1-1                          | 2-3                          | .529                         | .370                         |
| 13                                     | Tampa Bay Buccaneers         | South                        | 2                            | 6                            | 0                            | .250                         | 1-2                          | 2-5                          | .642                         | .625                         |
| 14                                     | New York Giants              | East                         | 2                            | 7                            | 0                            | .222                         | 1-2                          | 2-5                          | .526                         | .176                         |
| 15                                     | Atlanta Falcons              | South                        | 1                            | 7                            | 0                            | .125                         | 0-0                          | 1-4                          | .593                         | .556                         |
| 16                                     | Washington Redskins          | East                         | 1                            | 8                            | 0                            | .111                         | 0-3                          | 0-6                          | .579                         | .125                         |
| Criteri di spareggio                   |                              |                              |                              |                              |                              |                              |                              |                              |                              |                              |
| 1.                                     |                              |                              |                              |                              |                              |                              |                              |                              |                              |                              |
| Legenda                                |                              |                              |                              |                              |                              |                              |                              |                              |                              |                              |
| w — wild card ottenuta                 |                              |                              |                              |                              |                              |                              |                              |                              |                              |                              |
| x — partecipazione ai playoff ottenuta |                              |                              |                              |                              |                              |                              |                              |                              |                              |                              |
| y — campioni di division               |                              |                              |                              |                              |                              |                              |                              |                              |                              |                              |
| z — salto del primo turno di play-off  |                              |                              |                              |                              |                              |                              |                              |                              |                              |                              |
| * — vantaggio del campo ottenuto       |                              |                              |                              |                              |                              |                              |                              |                              |                              |                              |

## Premi

### Premi settimanali e mensili
- Daniel Jones:

giocatore offensivo della NFC della settimana 3
- Janoris Jenkins:

difensore della NFC della settimana 4
- Saquon Barkley:

giocatore offensivo della NFC della settimana 16
running back della settimana 16
- Daniel Jones:

quarterback della settimana 16
rookie della settimana 16